# Aldo Rupel
Aldo Rupel, slovenski pisatelj, športni pedagog in prevajalec, * 24. februar 1941, Trst.

## Življenje in delo
Maturiral je na Znanstvenem liceju v Trstu, nato pa leta 1963 diplomiral na Visoki šoli za telesno vzgojo v Rimu. Leta 1983 je diplomiral na Fakulteti za tuje jezike v Vidmu z nalogo, v kateri se je posvetil družbenopolitičnim spisom Andreja Budala. Kasneje se je specializiral na področju psihomotorike, neverbalne govorice in skupinske dinamike. Netekmovalno se je posvečal orodni telovadbi, odbojki, namiznemu tenisu, alpskemu smučanju, teku na smučeh, kotalkanju, orientacijskemu teku, kajakaštvu, teku na dolge proge in lokostrelstvu ter te panoge poučeval.
Delo profesorja je opravljal na šolah vseh stopenj in smeri v Mestrah pri Benetkah, Tricesimu, Tržiču in Gorici.  
Leta 1988 se je upokojil in prenehal poučevati ter pričel sodelovati s Slovenskim raziskovalnim inštitutom kot urednik, prevajalec in raziskovalec. To delo je opravljal do leta 2006. Za tem je do sredine leta 2008 delal kot organizacijski tajnik Zveze slovenskih kulturnih društev za goriško pokrajino. Sodeloval je tudi z Deželnim inštitutom Furlanije-Julijske krajine za pedagoško eksperimentiranje in usposabljanje. Okoli deset let je bil občasni predavatelj na Svetovalnem centru za otroke in mladostnike in na Inštitutu Antona Trstenjaka v Ljubljani. Izvajal je predavanja v okviru Ministrstva za šolstvo v Ljubljani ter preko specializiranih podjetij, zasebno pa je predaval na osemletkah, v otroških vrtcih in socialnih centrih. 35 let je vodil rekreacijsko telovadbo pri Slovenskem planinskem društvu Gorica.
Aktiven je v taborništvu, Združenju slovenskih športnih društev v Italiji ter v deželnih in pokrajinskih strukturah Slovenske kulturno-gospodarske zveze. Za uspešno športno dejavnost med zamejskimi Slovenci je leta 1989 prejel Bloudkovo plaketo.
Pisal je izvirne članke, prevajal in urejal.

### Zasebno
Je poročen in ima dva sinova.

## Izbrana bibliografija
- Telesna kultura med Slovenci v Italiji: zgodovina, popis dejavnosti in društev. Trst: Založništvo tržaškega tiska, 1981. (COBISS)
- Družbenopolitični spisi Andreja Budala. Videm: avtor, 1982–1983. (COBISS)
- Cento anni di ginnastica tra gli Sloveni di Trieste e di Gorizia. Gorica: Združenje slovenskih športnih društev v Italiji, 1986. (COBISS)
- Pogledi: (z vrhov, v stroko, s križišča). Trst: Založništvo tržaškega tiska, 1989. (COBISS)
- Maturanti goriških slovenskih šol 1946–1995: kulturne in socioekonomske značilnosti. Gorica: Slovenski raziskovalni inštitut, 2000. (COBISS)
- Nočitve pod zvezdami. Gorica: Transmedia, 2002. (COBISS)
- Slovenci in Italijani v Laškem: medsebojno poznavanje. Gorica: Slovenski raziskovalni inštitut, 2003. (COBISS)
- Športno pohodništvo. Gorica: Transmedia, 2005. (COBISS)
- Šport in narodna identiteta Slovencev v Italiji: pomen športa v njihovem življenju. Trst: Slovenski raziskovalni inštitut, 2006. (COBISS)
- Brda & Collio: con panoramica sui comuni di Gorizia e Nova Gorica. Videm: Media Art, 2008. (COBISS)